# Gare de Krasnohorivka
La gare de Krasnohorivka, en ukrainien : Станція Красногорівка, est une gare du Réseau ferré de Donestk, elle est située en Ukraine.

## Situation ferroviaire
Elle se situe sur la ligne gare de Routchenkove - gare de Pokrovsk. 

## Histoire
Elle était connue sous plusieurs autre noms : Crystal, Maksimilyanivka, Krasna Gorka, et a été créée en relation avec la briqueterie de la ville. La briqueterie, Société franco-russe de Krasnogorowka avait, fin XIXe ouvert une voie de chemin de fer jusqu'à la gare de Routchenkove. La gare actuelle est alors ouverte par la société de Chemin de fer de Catherine et le trafic a commencé en novembre 1915. C'est une gare ferroviaire de marchandises et de voyageurs.